# Albin
Albin (auch Albwin) ist sowohl ein männlicher Vorname als auch ein Familienname.

## Herkunft
Der Name leitet sich entweder aus dem lateinischen Beinamen Albinus (lat. der Weiße) oder vom althochdeutschen Albuin (aus: alb = Elf und wini = Freund) ab.

## Namenstage
- Der 26. Oktober ist der Namenstag des Angelsachsen Albin von Buraburg (Anfang 6. Jhd.), der als Missionar den Heiligen St. Bonifatius nach Hessen begleitete. Dort wurde Albin zum ersten Bischof der Diözese Buraburg (heute: Büraburg) nahe Fritzlar ernannt.
- Der 1. März ist der Namenstag des heiligen Albin von Angers.

## Bauernregeln
- Sankt Albin Regen – kein Erntesegen (1. März).
- Warmer Sankt Albin bringt fürwahr – stets einen kalten Januar (26. Oktober).

## Varianten
- Albinus
- Albinas, litauisch

## Namensträger

### Heilige
- Albin von Lyon, Aubin de Lyon (4. Jahrhundert), Erzbischof von Lyon
- Albin von Rom/von Köln, frühchristlicher Märtyrer in Rom, Gebeine in Köln (22. Juni)
- Albin von Angers, Aubin d’Angers (um 469–554), Augustiner-Chorherr in Tincillacense, Bischof von Angers (1. März)

### Vorname
Albin
- Albin (Bischof) († 1269), schottischer Geistlicher

- Albin Ackermann-Teubner (1826–1903), deutscher Verleger und Buchhändler
- Albin Angerer (1885–1979), deutscher Arzt und Studentenhistoriker
- Albin Berger (* 1955), deutscher Schlagersänger, Komponist, Musiker und Produzent
- Albin Berisha (* 2001), kosovarischer Fußballspieler
- Albín Bráf (1851–1912), tschechischer Nationalökonom, Politiker und österreichischer Ackerbauminister
- Albin Braig (* 1951), schwäbischer Mundartschauspieler
- Albin Brun (* 1959), Schweizer Jazz- und Weltmusiker
- Albín Brunovský (1935–1997), slowakischer Maler, Grafiker und Briefmarkenkünstler
- Albin Castelli (1822–1892), deutscher Bergmann, Geologe, Mineraloge und Paläontologe
- Albin Dahl (1900–1980), schwedischer Fußballspieler und -trainer
- Albin Dunajewski (1817–1894), Fürstbischof von Krakau und Kardinal der Römischen Kirche
- Albin Egger-Lienz (1868–1926), österreichischer Maler
- Albin Ekdal (* 1989), schwedischer Fußballspieler
- Albin Enders (1869–1946), deutscher Maler und Zeichner
- Albin Eser (1935–2023), deutscher Strafrechtswissenschaftler
- Albin Felc (* 1941), jugoslawischer Eishockeyspieler und -trainer
- Albin Frehse (1878–1973), deutscher Hornist und Hochschullehrer
- Albin Fringeli (1899–1993), Schweizer Dichter und Autor
- Albin Gashi (* 1997), österreichischer Fußballspieler
- Albin Grau (1884–1971), deutscher Filmarchitekt, Grafiker und Autor
- Albin Hänseroth (1939–2004), deutscher Volkswirt und Medienwissenschaftler sowie Intendant
- Albin Heimann (1914–2015), Schweizer Unternehmer und Politiker
- Albin Herzog (Mathematiker) (1852–1909), Schweizer Mathematiker, Ingenieurwissenschaftler und Hochschullehrer
- Albin Herzog (Fußballspieler) (1903–1983), deutscher Fußballspieler
- Albin Hoffmann (1831–1894), deutscher Pfarrer und Politiker
- Albin Jansson (1897–1985), schwedischer Eishockeytorwart
- Albin Johansson (1886–1968), schwedischer Unternehmer
- Albin Killat (* 1961), deutscher Wasserspringer
- Albin Kitzinger (1912–1970), deutscher Fußballspieler
- Albin Köbis (1892–1917), linker deutscher Matrose
- Albin Kurti (* 1975), albanischer Politiker
- Albin Lagergren (* 1992), schwedischer Handballspieler
- Albin Lambotte (1866–1955), belgischer Chirurg
- Albin Lesky (1896–1981), österreichischer Klassischer Philologe
- Albin Longren (1882–1950), US-amerikanischer Luftfahrtpionier
- Albin Małysiak (1917–2011), polnischer Ordensgeistlicher, Weihbischof in Krakau
- Albin Moller (1541–1618), sorbischer Theologe und Schriftsteller
- Albin Molnár (1935–2022), ungarischer Segler
- Albin Moroder (1922–2007), österreichischer Bildhauer
- Albin Müller (1871–1941), deutscher Architekt, Pädagoge und Gestalter
- Albin Neumann (1909–1990), österreichischer Zauberkünstler
- Albin Ouschan (* 1990), österreichischer Poolbillardspieler
- Albin Ouschan senior (1960–2018), österreichischer Poolbillardspieler
- Albin Planinc (1944–2008), jugoslawischer Schachspieler
- Albin Plank (1931–2019), österreichischer Skispringer
- Albin Pötzsch (1935–2019), deutscher Schachautor
- Albin Proppe (1907–1990), deutscher Dermatologe
- Albin Rogelj (1929–2023), jugoslawischer Skispringer und slowenischer Karikaturist
- Albin Schaedel (1905–1999), deutscher Glaskünstler
- Albin Schweri (1885–1946), Schweizer Maler, Glasmaler, Mosaizist und Grafiker
- Albin Leo von Seebach (1811–1884), sächsischer Diplomat und Politiker
- Albin Skoda (1909–1961), österreichischer Schauspieler und Synchronsprecher
- Albin Swoboda (Sänger, 1836) (1836–1901), österreichischer Sänger (Tenor) und Schauspieler
- Albin Tahiri (* 1989), kosovarischer Skirennläufer
- Albin Tingsvall (* 1987), schwedischer Handballspieler
- Albin von Vetsera (1825–1887), Diplomat im Dienst des österreichischen Kaiserhauses
- Albin Vidović (1943–2018), jugoslawischer Handballspieler
- Albin Weisbach (1833–1901), deutscher Mineraloge
- Albin Windhausen (1863–1946), deutsch-niederländischer Kirchen-, Historien- und Porträtmaler
- Albin Wira (* 1953), polnischer Fußballspieler und -trainer
- Albin Zollinger (1895–1941), Schweizer Schriftsteller

Zwischenname
- Elford Albin Cederberg (1918–2006), US-amerikanischer Politiker
- Friedrich Albin Hoffmann (1843–1924), deutscher Anatom und Internist
- Per Albin Hansson (1885–1946), schwedischer Politiker
- Thomas Albin von Helfenburg († 1575), Bischof von Olmütz

Pseudonym
- Albin Stuebs, Pseudonym für Albert Gustav Robert Stuebs (1900–1977), deutscher Schriftsteller und Journalist

### Familienname
- Adolf Albin (1848–1920), rumänischer Schachmeister und -theoretiker
- Barry Albin-Dyer († 2015), britischer Bestattungsunternehmer
- Bernhard Siegfried Albin (1697–1770), niederländischer Anatom und Hochschullehrer
- Eleazar Albin († 1742/1759?), englischer Naturwissenschaftler und Illustrator
- Fred Albin (1903–1968), US-amerikanischer Filmtechniker und Effektkünstler
- Hans Albin (1905–1988), deutscher Schauspieler und Filmregisseur
- Juan Ángel Albín (* 1986), uruguayischer Fußballspieler
- Louis Charles de Saint-Albin (1698–1764), Bischof von Laon und Erzbischof von Cambrai
- Roger Albin (1920–2001), französischer Violoncellist, Dirigent und Komponist
- Silke Albin (* 1969), deutsche Staatssekretärin (Thüringen)
- Zbigniew Albin (* 1965), polnischer Radrennfahrer

### Fiktive Personen
- Kommissar Albin Geiger, aus der Serie Pfarrer Braun
- Albin, gespielt von Jürgen Vogel, im Spielfilm Wachtmeister Zumbühl von Urs Odermatt